# Najstarszy cmentarz żydowski w Ciechanowie
Najstarszy cmentarz żydowski w Ciechanowie – został założony najpewniej w XVII wieku. Nie pozostał po nim żaden ślad. Był położony w okolicy dzisiejszego skrzyżowania ulic 17 Stycznia z Tatarską i Jesionową. 